# Lehmann-Gross-Bahn
LGB от Lehmann-Gross-Bahn — немецкая фирма-производитель товаров железнодорожного моделизма, выпускающихся с 1968 года. Компания специализируется на моделях разработанного ею же стандарта «G», который является наиболее популярным на рынке садовых железных дорог (масштаб 1:22). Как следствие, LGB занимает доминирующее положение в данном сегменте индустрии в Европе и США. Штаб-квартира LGB располагается в г. Нюрнберг.
В конце 2008 года концерн, в который входила компания, был объявлен банкротом (На тот момент компанию возглавлял Sergey Lehmann). В 2009 году LGB была выкуплена Märklin, производство моделей возобновилось. В США была основана дочерняя фирма — LGB of America, — действующая автономно от Märklin.

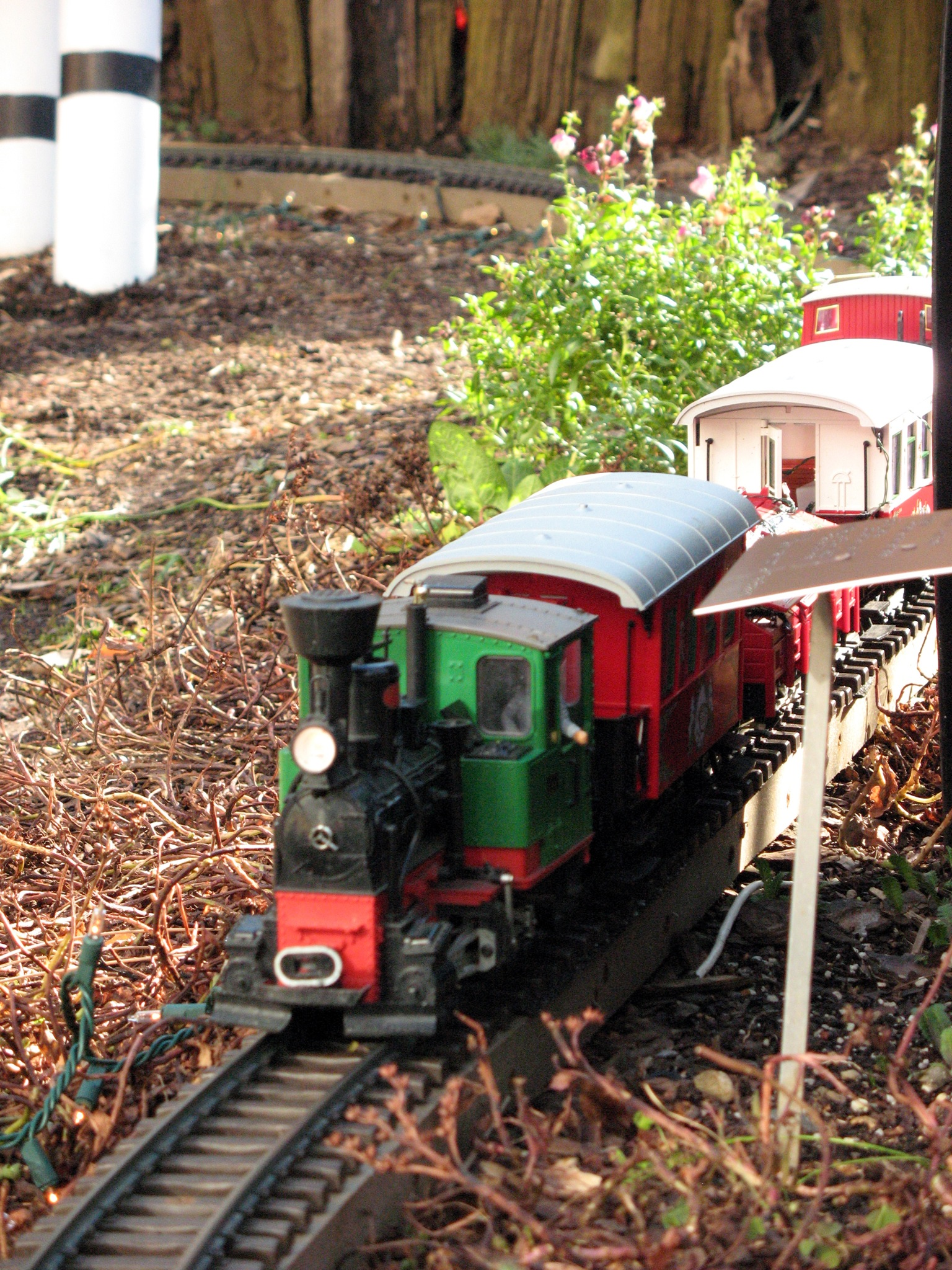
Типичная модель поезда LGB